# NGC 2156
NGC 2156 ist ein offener Sternhaufen im Sternbild Dorado in der Großen Magellanschen Wolke.
Das Objekt wurde am 27. September 1826 von James Dunlop entdeckt.